# Skolen
|  | Denne artikel er oprettet af botten Steenthbot ud fra en ekstern database. Den kan derfor have sproglige fejl eller mangler. Denne skabelon kan fjernes efter kontrol af indholdet. |

Skolen er en dansk dokumentarfilm fra 1972 instrueret af John Jensen og Chr. Bertelsen.

## Handling
Debatfilm om den nye skoleordning i Grønland.